# Odontestra ferox
Odontestra ferox là một loài bướm đêm trong họ Noctuidae.